# Spaten-Löwenbräu-Gruppe

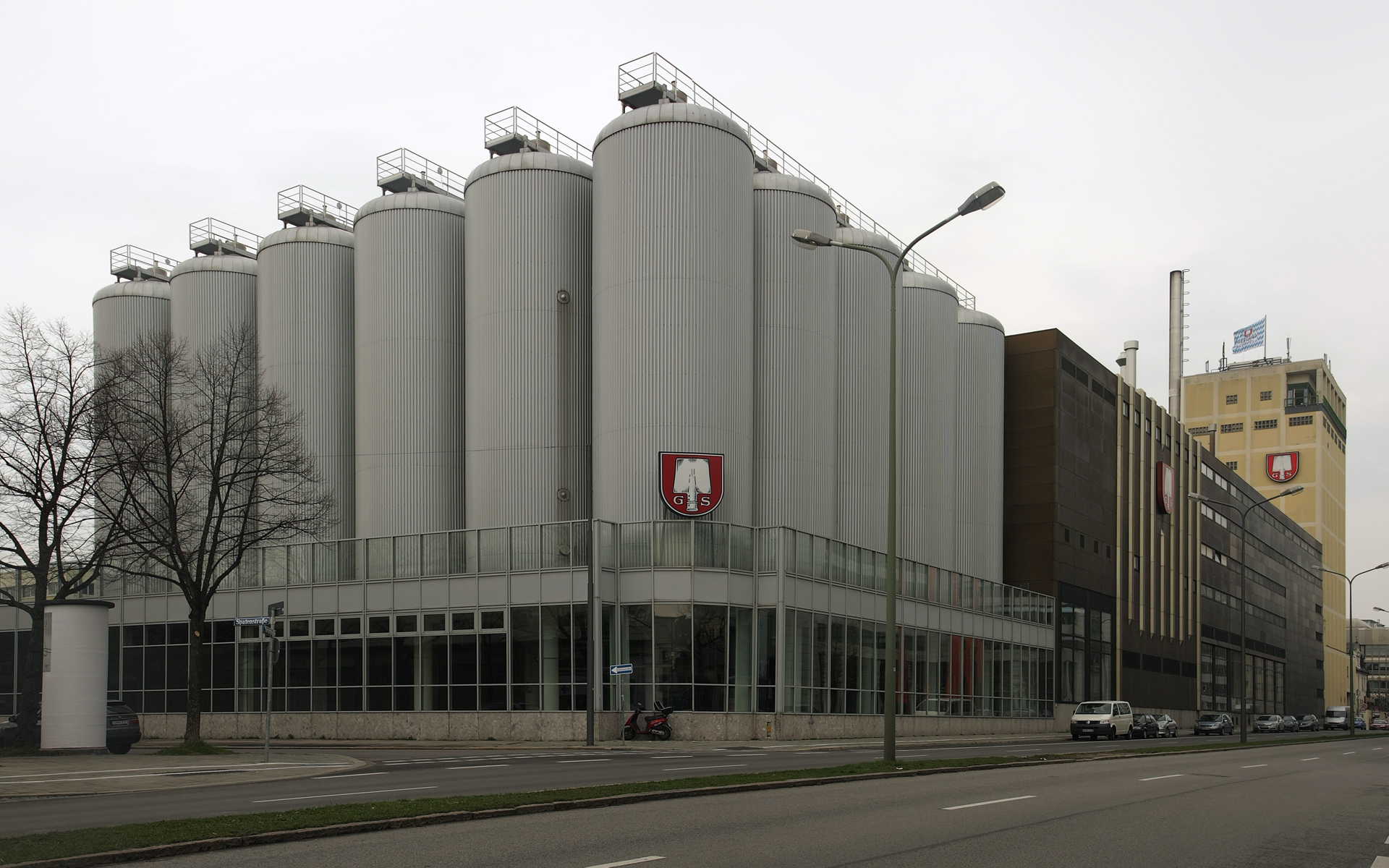
Die Spaten-Franziskaner-Brauerei in München

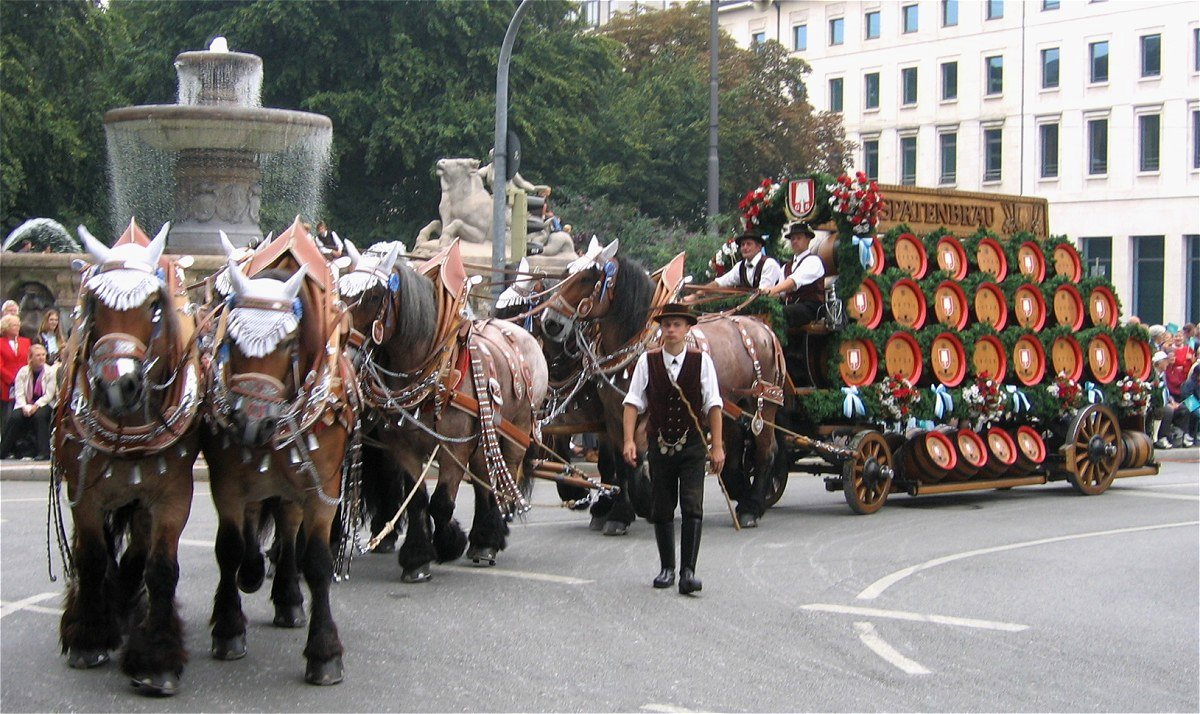
Brauereiwagen beim Oktoberfest-Trachtenzug 2006, im Hintergrund der Wittelsbacher Brunnen

Die Spaten-Löwenbräu GmbH ist ein gemeinsames Unternehmen der Traditions-Brauereien Spaten-Franziskaner-Bräu GmbH und der Löwenbräu AG mit Sitz in München. Per 1. Oktober 2004 übernahm die belgische Interbrew die Gruppe. Interbrew heißt nach weiteren Umfirmierungen 2004 und 2008 heute Anheuser-Busch InBev.

## Geschichte
1997 schloss sich Spaten-Franziskaner-Bräu mit der benachbarten Löwenbräu zur Spaten-Löwenbräu-Gruppe zusammen. 2003 erfolgte der Verkauf der Spaten-Löwenbräu-Gruppe an den belgischen Konzern Interbrew, die Brauerei-Immobilien verblieben bei der Gabriel Sedlmayr Spaten-Franziskaner-Bräu KGaA, heute Sedlmayr Grund und Immobilien AG.
2004 schloss sich Interbrew mit der brasilianischen Companhia de Bebidas das Américas (AmBev) zur InBev-Gruppe, der neuen Nummer 1 (gemessen am Ausstoß) auf dem Weltmarkt, zusammen. 2006 wurde das historische Spaten-Sudhaus an der Marsstraße wegen zu geringer Auslastung stillgelegt, heute beherbergt es ein Besuchermuseum. Die Produktion aller Spaten- und Franziskanerbiere wird durch Löwenbräu im verbliebenen Sudhaus an der Nymphenburger Straße fortgeführt. 2017 gab es dann den Plan, die Produktion von Löwenbräu in der Nymphenburger Straße stillzulegen und wieder zu Spaten in die Marsstraße zu verlegen.

## Produkte
In der Brauerei werden Biere der Marken Spatenbräu, Franziskaner und Löwenbräu, für den Export auch Beck’s hergestellt.